# Oliarus villosa
Oliarus villosa är en insektsart som först beskrevs av Fabricius 1775.  Oliarus villosa ingår i släktet Oliarus och familjen kilstritar. Inga underarter finns listade i Catalogue of Life.